# Paruwrobates
Paruwrobates es un género de anfibios anuros neotropicales de la familia Dendrobatidae. Estas ranas se distribuyen por la vertiente pacífica de los Andes en el norte de Ecuador y del sur de Colombia entre los 170 y los 1780 metros de altitud. Se consideraba un sinónimo del género Ameerega.

## Especies
Se reconocen las siguientes tres especies:
- Paruwrobates andinus (Myers & Burrowes, 1987) - vertiente pacífica de los Andes en Nariño, Colombia.
- Paruwrobates erythromos (Vigle & Miyata, 1980) - provincia de Pichincha, Ecuador.
- Paruwrobates whymperi (Boulenger, 1882) - Tanti y San Francisco de Las Pampas, Ecuador.

## Publicación original
- Bauer, L. 1994. New names in the family Dendrobatidae (Anura, Amphibia). Ripa. Netherlands Fall: 1–6.